# Johannesburgi főegyházmegye
A Johannesburgi főegyházmegye (latinul: Archidioecesis Ioannesburgensis) a katolikus egyház latin egyházi joghatósága Johannesburgban, a Dél-afrikai Köztársaságban. Egy egyházi tartomány metropolitai széke.

## Története
- 1886. június 4.: Transvaal apostoli prefektúrájává alakul a Natali apostoli vikariátusból
- 1904. szeptember 16.: Transvaali apostoli vikariátusává léptették elő
- 1948. április 9.: Johannesburgi apostoli vikariátussá nevezik át
- 1951. január 11.: Johannesburgi egyházmegyévé léptették elő
- 2007. június 5.: Johannesburgi metropolita főegyházmegyévé léptették elő

## Főpapok

### Transvaali apostoli vikáriusok
- William Miller, O.M.I. (1904. szeptember 17. – 1912. május 2.)
- Charles Cox, O.M.I. (1914. július 15. – 1924. július 14.)

### Johannesburgi apostoli vikáriusok
- David O'Leary (püspök), O.M.I. (1925. május 13. – 1950. november 25.)
- William Patrick Whelan, O.M.I. (1950. november 25. – 1951. január 11.)

### Johannesburg püspökei (római rítus)
- William Patrick Whelan, O.M.I. (1951. január 11. - 1954. július 18.), kinevezték Bloemfontein érsekévé
- Hugh Boyle (1954. július 18. – 1976. január 24.)
- Joseph Patrick Fitzgerald, O.M.I. (1976. január 24. – 1984. július 2.), személyes érsek
- Reginald Joseph Orsmond (1984. július 2. – 2002. május 19.)
- Buti Joseph Tlhagale, O.M.I. (2003. április 8. – 2007. június 5.), személyes érsek

### Johannesburg érsekei
- Buti Joseph Tlhagale, O.M.I. (2007. június 5. – 2024. október 28.)
- Stephen Brislin (2024. október 28. – )

### Koadjutor apostoli vikárius
- William Patrick Whelan, O.M.I. (1948–1950)

### Segédpüspökök
- Peter Fanyana John Butelezi, O.M.I. (1972–1975), Umtata kinevezett püspöke
- Zithulele Patrick Mvemve (1986–1994), Klerksdorp kinevezett püspöke
- Reginald Joseph Orsmond (1983–1984), kinevezett püspök
- Duncan Theodore Tsoke (2016–2021), Kimberly kinevezett püspöke

### Az egyházmegye más papjai, akik püspökök lettek
- Peter John Holiday, akit 2011-ben neveztek ki Kroonstad püspökévé
- Luc Julian Matthys (pap itt, 1961–1976), 1999-ben nevezték ki az ausztráliai Armidale püspökévé
- Thomas Graham Rose, Dundee püspöke 2008-ban

## Szuffragán egyházmegyék
A főegyházmegye szuffragán egyházmegyéi:
- Klerksdorpi egyházmegye
- Manzini egyházmegye
- Witbank egyházmegye

## Fordítás
Ez a szócikk részben vagy egészben  az   Erzbistum Johannesbug című német Wikipédia-szócikk ezen változatának fordításán alapul.  Az eredeti cikk szerkesztőit annak laptörténete sorolja fel. Ez a jelzés csupán a megfogalmazás eredetét és a szerzői jogokat jelzi, nem szolgál a cikkben szereplő információk forrásmegjelöléseként.